# Солдатов, Владимир Сергеевич
Владимир Сергеевич Солдатов (род. 19 мая 1937, Смоленск) — советский физикохимик. Академик Национальной академии наук Белорусии (1984; член-корреспондент с 1977), доктор химических наук (1970), профессор (1972). Заслуженный деятель науки Республики Беларусь (2002).

## Биография
Окончил Белорусский государственный университет (1959). С 1959 года — в Институте общей и неорганической химии АН БССР, с 1966 года — заведующий лабораторией, одновременно в 1988—1992 гг. вице-президент АН Белоруссии. С 2004 г. заведующий отделом Института физико-органической химии Национальной академии наук Белоруссии.

## Научная деятельность
Научные работы в области ионного обмена, синтеза и изучения полимерных сорбентов, ионообменных экстрагентов, по взаимодействию полиэлектролитов со сложными органическими веществами. Исследовал ионнообменные процессы в многоионных системах, на основе которых разработал общие принципы и технологию получения и регенерации ионитных почв. Разработал теорию равновесий, которые наступают при контакте слабых сетчатых электролитов, а также теоретические основы получения и рационального применения полимерных мембран заданной структуры для очистки газов и жидкостей от микрочастиц и бактерий. Создал микрофильтры для тонкой очистки технологических сред, что позволило получить микросхемы высокой интеграции. Разработал научные основы и технологию получения химически активных текстильных материалов (ионитов, комплексонов, катализаторов), которые нашли применение в очистке воды и воздуха и в качестве индивидуальных средств защиты человека от токсичных веществ. Провел экспериментальные и теоретические исследования взаимодействия ионизированных органических и неорганических веществ с ионнообменными экстрагентами, на основе которых разработана новая технология получения высокоочищенных аминокислот, реализованная на Гродненском заводе медицинских препаратов.
Автор свыше 650 научных работ, в том числе 4 монографий, 56 патентов и авторских свидетельств на изобретения.

### Научные работы
- Простые ионообменные равновесия. Мн.: Наука и техника, 1972.
- Ионитные почвы. Мн.: Наука и техника, 1978 (вместе с Н. Г. Перышкінай, Р. П. Харошка).
- Ионообменные равновесия в многокомпонентных системах. Мн.: Наука и техника, 1988 (вместе с В. А. Бычковай).
- New materials and technologies for environmental engineering. Pt. I. Lodz. 2004 (в сааўт.).

## Премии и награды
- Премия Ленинского комсомола 1971 года за цикл работ по термодинамике ионообменных процессов.
- Государственная премия БССР 1980 года за разработку теоретических принципов и технологии получения искусственной іанітнай почвы как универсального среды для карнявога питания растений.
- Премия Национальной академии наук Белоруссии 1993 года за цикл работ «Математическое моделирование ионообменной раўнаваг».